# FUN88
FUN88 é um sítio de apostas online. A empresa foi fundada na China e opera atualmente na Ásia, Europa e América do Sul.

## História
A FUN88 foi fundada em 2009. A empresa começou a operar na Ásia antes de se expandir para a Europa no mesmo ano, estabelecendo uma sede na Ilha de Man, juntamente com várias outras empresas de apostas. FUN88 ganhou atenção através de uma série de acordos de patrocínio da Premier League, primeiro com o Burnley FC e depois com o Tottenham Hotspur e o Newcastle United.

## Patrocínio
A FUN88 fez parcerias com atletas e clubes nos últimos anos, principalmente com o falecido Kobe Bryant, Newcastle United e Tottenham Hotspur. O primeiro grande contrato de patrocínio europeu do FUN88 foi com o Burnley FC, da Premier League, entre 2010 e 2012. Foram então anunciados como parceiros asiáticos de apostas e jogos do Tottenham Hotspur em 2014, uma parceria que dura há quase uma década. Em 2017, o Newcastle United apresentou o FUN88 como patrocinador da frente da sua camisola num acordo de longo prazo. Em abril de 2023, os clubes da Primeira Liga concordaram em eliminar progressivamente os patrocinadores de apostas na frente das camisolas, com um prazo fixado para o início da época 2026/27. O Atlético informou que o patrocínio de mangas e a publicidade no perímetro continuarão a ser permitidos por tempo indeterminado. Em junho de 2023, foi confirmado que o FUN88 deixaria de patrocinar o Newcastle United na parte da frente da camisola e celebrou um acordo a longo prazo como parceiro de apostas asiáticas.
Os embaixadores mais recentes da marca FUN88 incluem Iker Casillas, Steve Nash e Tony Parker.